# Kościół w Radekowie
Kościół w Radekowie (niem. Dorfkirche Radekow) – luterańska świątynia znajdująca się w niemieckiej gminie Mescherin, w dzielnicy Radekow. Filia parafii Gartz (Oder).
Budynek wzniesiono w II połowie XIII wieku w stylu wczesnogotyckim. W latach  1857-1858 kościół przebudowano oraz rozbudowano o wieżę i neoromańską absydę projektu Friedricha Augusta Stülera. Dzwon na wieży odlano w roku 1861 w ludwisarni Carla Friedricha Voßa w Szczecinie. W 1964 roku nawę od prezbiterium odgrodzono ścianą.
Przy kościele znajduje się pomnik ofiar I wojny światowej oraz tablica pamiątkowa upamiętniająca 12 nieznanych niemieckich żołnierzy poległych w 1945 roku.